# خوان بابلو مونتيز
خوان بابلو مونتيز (بالإسبانية: Juan Pablo Montes)‏ (مواليد 26 أكتوبر 1985) هو لاعب كرة قدم. يلعب مع منتخب هندوراس لكرة القدم. سبق له أن لعب في كأس العالم لكرة القدم مع منتخب بلاده.

## روابط خارجية
- خوان بابلو مونتيز على موقع قاعدة بيانات كرة القدم.إي يو (الإنجليزية)
- خوان بابلو مونتيز على موقع ناشيونال فوتبول تيمز (الإنجليزية)
- خوان بابلو مونتيز على موقع Soccerway.com (الإنجليزية)
- خوان بابلو مونتيز على موقع عالم كرة القدم.نت (الإنجليزية)
- خوان بابلو مونتيز على موقع AS.com (الإسبانية)